# USS Underhill (DE-682)
El USS Underhill (DE-682) fue un destructor de escolta de la Marina estadounidense, Clase Buckley que resultó hundido por submarinos japoneses detectados en el área de Cabo Engaño usando torpedos Kaiten, el 24 de julio de 1945, hecho acaecido 6 días antes del hundimiento del crucero Indianápolis en el mismo cuadrante. 

## Historial operativo
Su construcción inició el 16 de septiembre de 1943 y fue comisionado el 1 de noviembre de 1943.
Fue enviado al Mediterráneo como destructor de escolta de convoyes mostrando actividad en la costa sur de Francia y en el Canal de la Mancha donde golpeó un escollo u objeto bajo el agua lo que desactivó su capacidad antisubmarina. Este hecho lo obligó a retornar a Boston, Estados Unidos para reparaciones mayores. Una vez reparado, el USS Underhill realizó intenso entrenamiento en combate antisubmarino en Long Island Sound.
En enero de 1945,  al mando del teniente Robert M. Newcomb fue asignado a labores de escolta antisubmarina en el Frente del Pacífico, llegando a puerto Seeadler en las islas del Almirantazgo en marzo de ese año.  Realizó varias escoltas militares entre Lingayen y el Golfo de Leyte, sirviendo como avanzada de radar de alerta aérea. ´Realizó intensa actividad en dicha área escoltando como piquete de radar, escoltando convoyes de contingente embarcado desde Leyte hacia Okinawa y viceversa hasta los inicios de julio de 1945.
El USS Underhill estaba de avanzada de radar en escolta de un convoy militar cerca de Cabo Engaño cuando detectó un avión japonés de reconocimiento, estaba bastante alejado del resto del convoy debido a que proporcionaba cobertura a una de la embarcaciones del convoy que estaba siendo remolcada por fallo por un buque remolcador.  El avión japonés, un  Ki-46 radió información a unos tres submarinos japoneses que actuaban como manada y que estaban esperando el paso del convoy.  El avión japonés lanzó minas cazabobos para alejar al destructor del resto del convoy y el USS Underhill cayó en el engaño japonés intentando desactivar al cañón el artilugio lanzado. 
Para cuando se dieron cuenta del engaño, se detectaron contactos de submarinos y el USS Underhill intentó realizar una pasada de cargas de profundidad que parecieron hundir a uno de los submarinos, cuando se estaba comprobando el hecho aparecieron en superficie al menos dos Kaitens, demasiado cerca para ser cañoneados, por lo que el destructor intentó embestir a uno de ellos. Al realizar la maniobra, uno de los Kaiten pasó bajo la quilla del buque y la potente explosión subsecuente partió al USS Underhill por la mitad a la altura de la sala de máquinas, permaneciendo estas dos partes, popa y proa a flote por el aire contenido. Unos 112 tripulantes fallecieron y otros 122 fueron lanzados al agua siendo rescatados por las barcazas militares que estaban siendo escoltadas, de los 14 oficiales que llevaba el SS Underhill, solo cuatro sobrevivieron, su comandante, Robert M. Newcomb no sobrevivió a la explosión ya que el puente resultó lanzado al agua.
El hundimiento del USS Underhill no le fue informado al contralmirante Charles Butler McVay III del USS Indianápolis (que carecía de detección antisubmarina) cuando solicitó escolta antisubmarina en su ruta desde Guam a Leyte. El oficial de itinerario a cargo en Guam le informó erróneamente que el área estaba limpia de actividad submarina japonesa.
Seis días después, el  crucero Indianápolis fue hundido en las coordenadas 12°02′00″N 134°47′59.99″E / 12.03333, 134.7999972 por el submarino japonés I-58 el 30 de julio de 1945 en el mismo cuadrante del desaparecido USS Underhill.